# تشاة تشراغ (مقاطعة دورة)
تشاة تشراغ (بالفارسية: چاه چراغ) هي قرية تقع في قسم دورة الريفي (مقاطعة دورة) في إيران. يقدر عدد سكانها بـ 150 نسمة .